# Shavlik Randolph
Shavlik Randolph, né le 24 novembre 1983, à Raleigh, en Caroline du Nord, est un joueur américain de basket-ball. Il évolue au poste d'ailier fort.

## Biographie
Le 25 septembre 2008, il signe un contrat non garanti avec les Trail Blazers de Portland. À la fin de la saison, il n'est pas resigné.
Puis, il rejoint le Heat de Miami qui le coupe le 14 décembre 2009. Le 30 décembre, il retourne aux Trail Blazers qui le coupe rapidement et le resigne pour un contrat de 10 jours.
Le 27 juillet 2010, il signe au Heat de Miami mais avant le début de la saison, le 30 octobre.
Le 1er avril 2011, il signe au Porto Rico, chez les Gallitos de Isabela.
En septembre 2012, il signe avec les Wizards de Washington mais il est coupé avant le début de la saison. En novembre, il signe en Chine, chez les Foshan Long Lions.
Le 1er mars 2013, il signe un premier contrat de 10 jours avec les Celtics de Boston. Le 11 mars, il signe un second contrat de 10 jours avec les Celtics. Le 21 mars, il est engagé pour le reste de la saison. Le 1er août 2013, il est coupé par les Celtics.
En octobre 2013, il repart jouer pour les Foshan Long Lions.
Le 1er mars 2014, il rejoint les Suns de Phoenix.